# 네온등

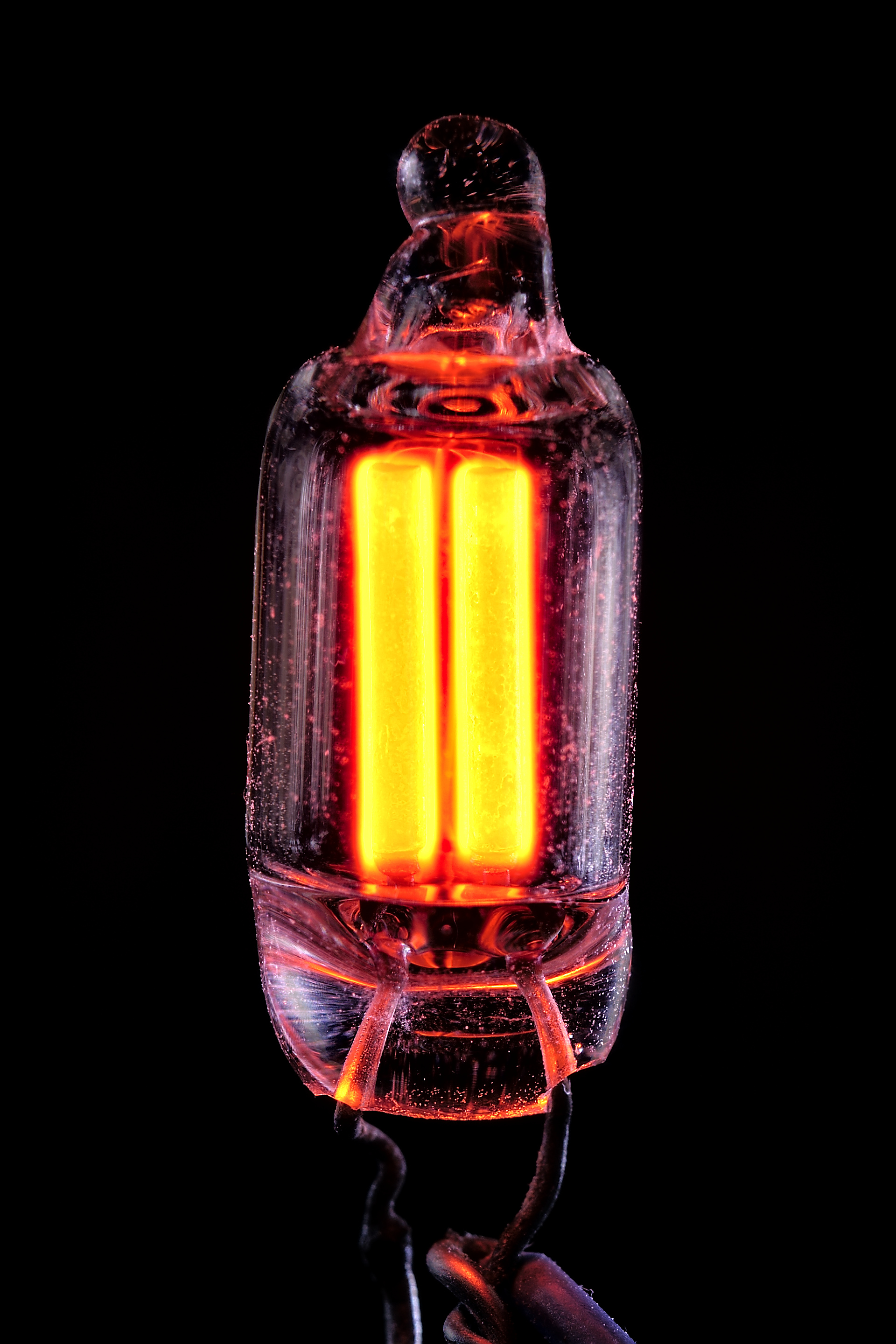

네온등(neon 燈)은 진공 유리관 속에 네온, 수은, 질소 등을 넣고 봉한 전자관인 네온관을 이용하여 켠 등이다. 1910년에 프랑스의 조지 클라우스가 발명하였고 그 해 12월 파리 모터쇼에서 처음 설치되었다. 충분한 전압이 인가되고 충분한 전류가 전극 사이에 공급되면, 램프는 주황색 글로 방전을 생성한다. 네온등은 널리 전자 장비 및 기기의 디스플레이에 표시하는 램프로 사용된다.

## 역사

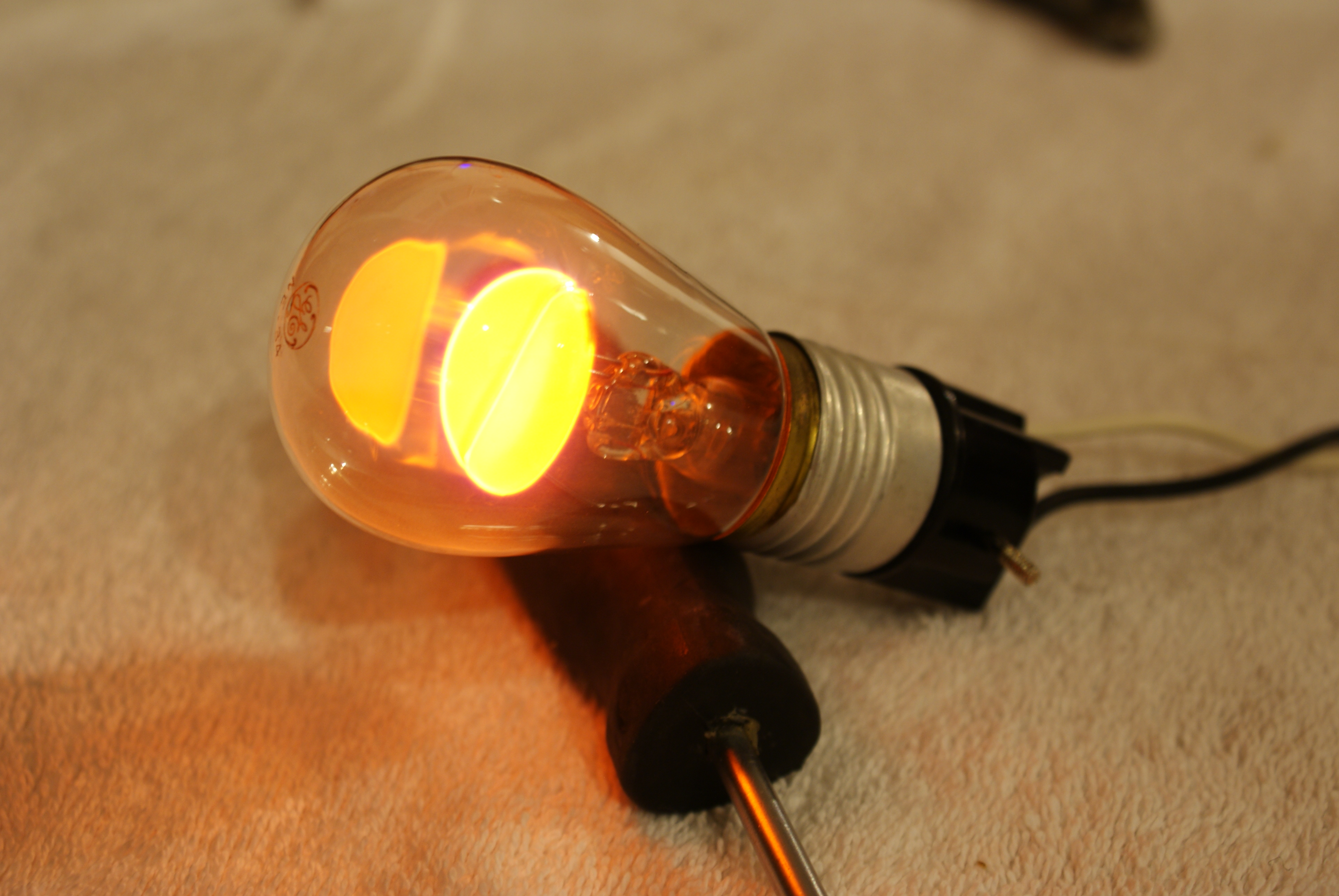

네온은 1898년에 윌리엄 램지와 모리스 부시 트래버스가 발견했다.
네온의 부족은 질소에 전기 방전을 사용하는 무어 튜브의 라인을 따라 전기 조명의 메시지 응용 프로그램을 배제했다. 무어 튜브는 1900년대 초에 자체의 발명가 다니엘 막파를란 무어가 상용화했다.

## 기술

DC 공급원으로 구동되는 경우에만 음전하 전극(음극)을 점등한다. AC 공급원에서 구동되면 두 전극 (대체 절반 사이클 동안 각각)점등한다. 네온등은 낮은 전류 글로 방전을 사용하면서 동작한다. 이러한 수은등이나 메탈 힐라이드 램프 같은 높은 전력 장치는 더 높은 전류 아크 방전을 사용한다. 저압 나트륨 증기 램프는 워밍업 용도로 혼합물 페닝 네온을 사용하여 저전력 모드에서 가동하는 경우 거대한 네온등으로 가동할 수 있다.
네온등이 일단 고장나면, 큰 전류의 흐름을 지원할 수 있다.
그러나, 너무 낮은 전류는 점멸하는 동안 너무 높은 전류는 어둡게 발생하면서 코팅 금속과 램프의 내부 표면을 스퍼터링하고, 자극하는 전극의 마모를 부추긴다.
방전을 찍는데 필요한 전위는 유지 방전을 위해 필요한 것보다 더 높다. 대류 전류는 빛나는 영역이 아닌 야곱의 다리에서의 방전과는 달리, 위쪽으로 흐르게 한다.
백열 전구와 비교하여, 네온등은 발광 효율이 훨씬 높다. 백열등은 열 구동 발광체이므로, 배열등에 투입되는 전기 에너지의 대부분은 열로 변환된다. 흰색 네온 전구가 와트 당 50 루멘의 효능을 지니는 동안, 녹색 네온 전구는 전원 입력의 와트 당 65 루멘까지 생성할 수 있다. 대조적으로, 표준 백열 전구는 단지 약 13.5 와트 당 루멘을 생성한다.

## 응용

### 척도

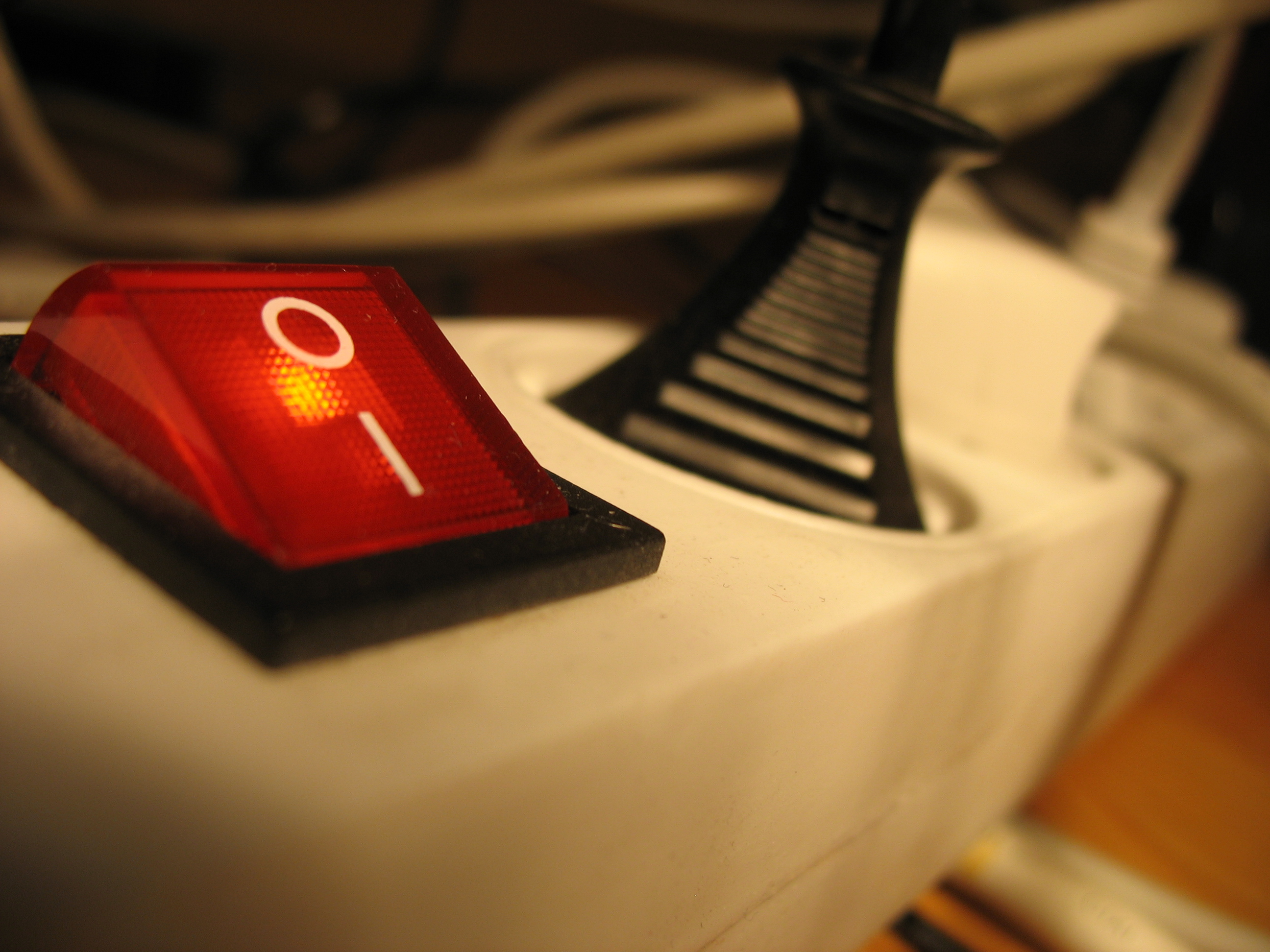

소형 네온등은 전력 소비가 적고 수명이 길며 주요 전원으로 작동할 수 있기 때문에 전자 장비 및 기기의 지표로 가장 널리 사용된다.

### 전압 시험기

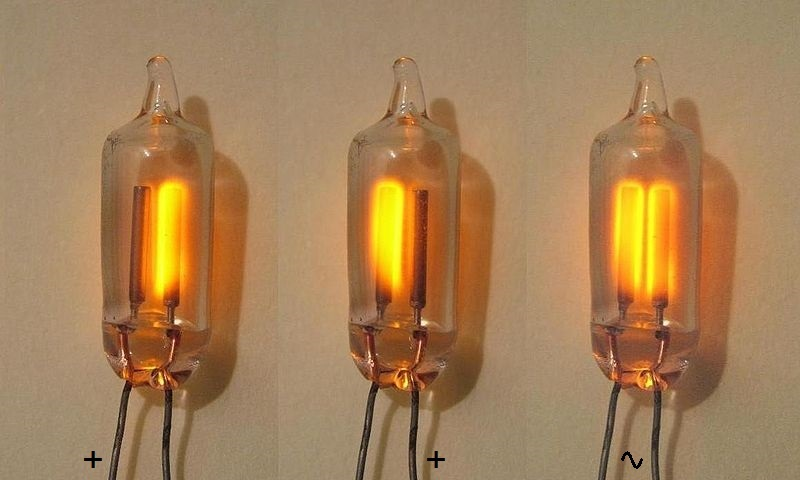

일반적인 NE-2와 같은 대부분의 소형 네온등은 약 90볼트의 항복 전압을 지니고 있다. 직류 소스에서 구동할 경우, 음전하 전극 (음극)만 발광한다. 교류 소스에서 구동되면 2개의 전극이 모두 번갈아 켜진다. 이러한 특성 때문에 네온 전구 (직렬 저항 사용)는 편리한 저비용 전압 시험기이다. 어떤 전극이 빛나고 있는지 조사하여 주어진 전압원이 교류 또는 직류인지 여부와 직류인 경우 검사할 점의 극성을 나타낼수 있다.

### 전압 조정
네온등의 고장 기능은 매우 간단한 전압 조정기 또는 과전압 보호 장치로 사용될 수 있다.

## 같이 보기
- 방전관
- 광원 목록
- 매직아이
- 네온 사인

## 참고 자료
- 이 문서에는 다음커뮤니케이션(현 카카오)에서 GFDL 또는 CC-SA 라이선스로 배포한 글로벌 세계대백과사전의 내용을 기초로 작성된 글이 포함되어 있습니다.